# Hermann Krages
Hermann Diedrich Krages (* 7. Oktober 1909 in Bremen; † 12. September 1992 in Chur) war ein deutscher Unternehmer. Ab 1950 an der Börse aktiv, galt er als erfolgreichster Spekulant der Bundesrepublik Deutschland. In den 1960er-Jahren erlitt er im Zuge der Kuba-Krise große Verluste, die er ein paar Jahre später wieder wettmachen konnte. Seine Unternehmensgruppe bot tausende Arbeitsplätze im Kreis Altenkirchen. 1983 ging die Gruppe in Konkurs.

## Leben
Hermann Krages war der jüngste von drei Söhnen des Bremer Holzfabrikanten Louis Krages aus erster Ehe, sein Halbbruder aus der zweiten Ehe seines Vaters war der Rennfahrer Louis Krages (1949–2001).
Als Abfindung im Verlauf der Wiederverheiratung seines Vaters erhielt Hermann Krages ein Faserplattenwerk in Ostpreußen, das jedoch mit dem Ende des Zweiten Weltkrieges, das er im Erzgebirge erlebte, verloren ging. Er zog um nach Scheuerfeld im Westerwald und erwarb dort die alte Papierfabrik Berger, wo er in der Folge erfolgreich Duroleum®-Faserplatten fertigte. Im Januar 1949 wurde in Etzbach ein neues großes Werk errichtet. Ihm folgten im Laufe der Jahre weitere Holzverarbeitungsfabriken in Höxter an der Weser, Leutkirch im Allgäu und in Bremen.
Hermann Krages wurde schnell klar, dass er mit den erwirtschafteten Gewinnen günstig Aktien der damals niedrig bewerteten Montanindustrie kaufen konnte, ein oft angeführtes Beispiel ist der Preis einer Tausendreichsmarkaktie der Gelsenkirchener Bergwerks-AG, der bei 15 %, also 150 Deutschen Mark stand. Hermann Krages kaufte Aktien und spekulierte darauf, die Aktien im Zuge der Entflechtung der Montanindustrie und der folgenden Bestrebungen der Großaktionäre, wieder Mehrheitseigentümer zu werden, mit Gewinn verkaufen zu können. Krages begann kurz nach der Währungsreform im Jahr 1948 erstmals in Aktien zu investieren. Mit der Aktie der Vereinigten Stahlwerke erzielte er 1956 mit einem Kurszuwachs von DM 5.500 je Aktie und einem Gesamtgewinn von DM 200 Millionen den größten Effektengewinn der Nachkriegsgeschichte. Die Aktivitäten Krages in der Montanindustrie führten 1956 mit der Aktie der Erin Bergbau AG zum unsinnigsten Kurs, der in Deutschland bis dahin für ein Papier notiert wurde. Es gelang ihm jedoch trotz eingehender Bemühungen nicht, selber Mehrheitsaktionär in der Montanindustrie des Ruhrgebiets zu werden. Krages besaß jedoch Sperrminoritäten an Montangesellschaften, mit Hilfe derer er ihren Vorständen die Entlastung verweigerte, Hauptversammlungsbeschlüsse anfocht und zahlreiche Gerichtsprozesse führte. Trotz seiner Einflussmöglichkeiten schrieb Der Spiegel das Krages das „Gardemaß der Ruhr“ in den Augen der anderen Eigentümer in der Stahl- und Montanindustrie nicht erreichte.
Krages war auch an Automobilunternehmen beteiligt. Im Jahr 1956 hielt er rund 8 Prozent an Daimler-Benz. In diesem Jahr wollte er seine Anteile verkaufen und bot sie Friedrich Flick und der Quandt-Gruppe zum doppelten Börsenwert zum Kauf an, die ebenfalls an Daimler-Benz beteiligt waren. Der von Krages erhoffte Bieterwettstreit zwischen beiden blieb jedoch aus. Sie hatten sich zuvor dahingehend abgesprochen, dass Quandt die Papiere übernimmt und einen Teil von ihnen an Flick weitergibt. Beide teilten sich die Aktien im Verhältnis 3,5 zu 2,5 auf.
Krages besaß Ende der 1950er Jahre 25 Prozent der Aktien von BMW. Für ein Sanierungs- und Investitionsprogramm benötigte das Unternehmen in dieser Zeit dringend Kapital, welches 1958 durch die Ausgabe von Schuldverschreibungen im Wert von 15 Millionen Mark eingeworben wurde. Nachdem sich für die Papiere zunächst keine Käufer fanden, kaufte Krages sämtliche Schuldverschreibungen auf, die später in Aktien umgetauscht werden sollten. 1959 verkaufte er seine gesamten Anteile an BMW an Herbert Quandt.
Im Jahr 1959 wehrte sich Krages gerichtlich gegen den Entzug seiner Aktien an der Feldmühle AG im Zuge einer Umwandlung, deren Mehrheitsaktionär Friedrich Flick war, dem er ein Jahr zuvor Aktien der Dynamit Nobel AG im Nominalwert von DM 7,5 Millionen verkaufte. Die Gerichte hatten sich mit der Frage zu beschäftigen, ob der privatrechtliche Entzug von Aktien gegen Zahlung einer Abfindung (heute als Squeeze-out bekannt) eine Enteignung darstellt. Das Bundesverfassungsgerichts verneinte dies mit Urteil vom 7. August 1962 (Aktenzeichen: 1BvL 16/60) und erklärte damit die Umwandlung für rechtmäßig. Noch bevor das Bundesverfassungsgericht sein Urteil fällte, einigten sich Flick und Krages außergerichtlich auf eine höhere Abfindung, mit der Krages das Vierfache des ursprünglichen Abfindungsangebots durchsetzen konnte.
Im Oktober 1962 begann die Kuba-Krise. Sie führte zu einem weltweiten Kurssturz der Aktien. Davon wurde auch Krages heftig getroffen. Er war an derart vielen Unternehmen beteiligt, dass die Gefahr bestand, dass ein Zwangsverkauf seiner Aktien die gesamte Deutsche Börse mitreißen würde. Ernst Matthiensen, seinerzeit Vorstand der Dresdner Bank, bezeichnete ihn damals als „Damoklesschwert, das über der Börse hing“. Krages hatte in den vergangenen Jahren hohe Kredite aufgenommen, um immer mehr Aktien kaufen zu können. Insgesamt 43 Banken hatten ihm Darlehen für Aktienkäufe gewährt. Um diese Kredite bedienen zu können, musste er einen Großteil seiner Aktien zu Preisen verkaufen, die weitgehend die Käufer bestimmten. Krages musste sich von seinen Aktien der Gelsenkirchener Bergwerks AG und Chemie-Verwaltungs AG trennen, deren Börsenwert zu Hausse-Phase zusammen DM 700 Millionen betrug. Beide Aktienpakete wurden von der Dresdner Bank für zusammen DM 132 Millionen übernommen, gegen die Krages am 13. November 1963 bei der Staatsanwaltschaft Frankfurt (Az. 2 Js 1219/63) Strafanzeige wegen Kreditwucher, Kursbertrug, Erpressung und Kreditverleumdung erstattete. The Guardian bezeichnete ihn infolgedessen als „Napoleon des Deutschen Aktienmarktes“ und Hermann Josef Abs an anderer Stelle als „Sumpfblüte des Kapitalismus“.
Bis zum Jahr 1969 war es Krages gelungen, sich mit einer Beteiligung von 54 Prozent unbemerkt die Mehrheit an der Zellstofffabrik Waldhof zu verschaffen. In diesem Jahr verweigerte er auf der Hauptversammlung drei von vier Vorständen die Entlastung. Noch im selben Jahr veräußerte er seine Anteile an die Bayerische Hypotheken- und Wechselbank und ermöglichte dadurch die Fusion mit den Aschaffenburger Zellstoffwerken.
Im Jahr 1970 wurde der Unternehmensführung der Schering AG bekannt, dass sich Krages ein stattliches Aktienpaket am Unternehmen verschafft hatte, über dessen genaue Größe sie jedoch nicht Bescheid wusste, dessen Börsenwert seinerzeit aber mit mehr als DM 1,7 Milliarden taxiert wurde. Krages brachte es auf eine Beteiligung von 15 Prozent an der Schering AG.
Im Jahr 1971 klagte Krages gegen einen Beschluss, mit dem die Wintershall AG, an der er beteiligt war, in die BASF AG eingeliefert werden sollte. Das Oberlandesgericht Celle erklärte den Eingliederungsbeschluss letztinstanzlich jedoch für rechtens.
Im Jahr 1977 bemühte sich Krages um die Wiederaufnahme des Geschäftsbetriebes der sogenannten Altbanken (auch Restquote genannt) der Dresdner Bank, Commerzbank und Deutsche Bank, was ihm aber nicht gelungen ist.
Ende der 1970er Jahre veräußerte Krages seinen gesamten Aktienbesitz an die Deutsche Bank. Den Verkauf kommentierte er in einem Interview mit der Frankfurter Allgemeinen Zeitung vom 6. Oktober 1979 mit Ich habe meinen Frieden mit den Banken gemacht.
Hermann Krages übersiedelte 1963 nach Chur in der Schweiz, wo er am 12. September 1992 starb.